# Müllers Büro
Müllers Büro ist der Titel einer österreichischen musikalischen Filmkomödie von Niki List aus dem Jahr 1986. Die als Kultfilm geltende Produktion ist zugleich Krimiparodie, Musikfilm und Film noir.

## Handlung
Privatdetektiv Müller, der wie immer in Geldsorgen steckt, soll zusammen mit seinem Freund Larry den vermissten Freund einer Klientin finden. Die Spuren führen in die Wiener Unterwelt, die von verschiedenen Gangstergruppen beherrscht wird. Nach und nach verdichten sich die Hinweise, dass die Auftraggeberin nicht ganz das ist, was sie zu sein scheint, und auch der Gesuchte in Wirklichkeit vor allem deswegen von allen Seiten gesucht wird, weil er Fotos hat, die den obersten Gangsterboss dabei zeigen, wie er eine Prostituierte tötet.
Handlung und Charaktere orientieren sich an den Storys von Dashiell Hammett; Müller gibt sich an einer Stelle sogar als Sam Spade aus, während sich Larry als Miles Archer bezeichnet.

## Hintergrund
Der Film erlebte seine Weltpremiere auf der Berlinale von 1986. In Österreich, wo der Film bald darauf startete, lief der Film 64 Wochen und erreichte 441.000 Kinobesucher. Der für 5,5 Millionen Schilling (heute ca. 775.000 Euro) produzierte Film spielte dadurch ein Mehrfaches seiner Kosten ein. Er ist damit in Österreich der am drittstärksten besuchte und im gesamten deutschsprachigen Raum der am stärksten besuchte österreichische Film zwischen 1982 (Beginn der Kinobesuchsstatistik in Österreich) und 2009.
Der Film wurde zuletzt als Teil der DVD-Serie „Der österreichische Film“ veröffentlicht.

## Musiktitel(in chronologischer Reihenfolge)
- Brigitte Seuberth und Niki List: Müllers Büro
- Marty Brem: Guten Tag schöne Frau
- Marty Brem: Sieh mich nicht an
- Sue Tauber: Weil ich so sexy bin (im Original von Trude Herr)
- Wiener Wunder: Blue-Box Swing
- Brigitte Seuberth: Ganoventango
- Wiener Wunder: Männer-Frauen
- Reinhard Theiser: Joe – noch einen (im Original von Hans Hartz)
- Sue Tauber: Männer sind wie Marzipan
- Wiener Wunder: Männer haben Erfolg
- unbekannt: Für Margaretha
- Andreas Vitásek und Maxi Sukopp: Ich will mehr
- Barbara Rudnik: Das Geständnis
- Babsi Balou: Mondschein
- Barbara Rudnik: Er war wie Du
- Marty Brem: Bettina
- Marty Brem: Männerfreundschaft
- Reinhard Theiser: Ich steig aus
- Peter Gruber: Sieh Dich an
- Lothar Scherpe: Big Hot Long Hip Shaker
- Andreas Vitásek und Maxi Sukopp: Mein Freund Max

## Fortsetzung
2006 arbeitete Niki List zum zwanzigsten Jahrestag des Films an einer Fortsetzung namens 2 old 2 die.
Im Jahre 2007 wurde der Film als Musical im Wiener Metropol inszeniert. Das Buch ist von Niki List, der auch Regie führte.

## Auszeichnungen
- Österreichischer Filmpreis 1986 (als meistbesuchte heimische Produktion der Saison)
- Die Deutsche Film- und Medienbewertung FBW in Wiesbaden verlieh dem Film das Prädikat „besonders wertvoll“.

## Dreharbeiten
Die Dreharbeiten wurden zum Teil im 1980er New-Wave-Szenelokal Blue Box durchgeführt.